# MQ Возничего
MQ Возничего (лат. MQ Aurigae) — одиночная переменная звезда в созвездии Возничего на расстоянии (вычисленном из значения параллакса) приблизительно 3216 световых лет (около 986 парсеков) от Солнца. Видимая звёздная величина звезды — от +14,7m до +13,3m.

## Характеристики
MQ Возничего — красный гигант, пульсирующая медленная неправильная переменная S-звезда (LB) спектрального класса S. Радиус — около 35,52 солнечных, светимость — около 135,978 солнечных. Эффективная температура — около 3307 К.